# Савунов, Данил Дмитриевич
Данил Дмитриевич Савунов (род. 23 декабря 2000, Саров, Нижегородская область) — российский хоккеист, нападающий.

## Биография
Начинал заниматься хоккеем в Сарове. С 11 лет — в «Дизеле» Пенза, где провёл восемь лет, в сезоне 2018/19 дебютировал в ВХЛ. На драфте НХЛ 2019 года был выбран в 6-м раунде под общим 174-м номером клубом «Аризона Койотис». В том же году перешёл в систему СКА Санкт-Петербург. Дебютировал в КХЛ 19 декабря 2022 года в домашнем матче против «Витязя», отдал результативную передачу. С сезона 2023/24 — в «Торпедо» НН.